# 리스 (베른주)
리스(독일어: Lyss)는 스위스 베른주 젤란트구에 위치한 도시이다. 2011년 1월 1일에 부스빌 바이 뷔렌 지자체가 리스와 합병되었다.

## 역사
리스는 1009년에 Lissa로 처음 언급되었다.
리스에서 가장 오래된 인간의 흔적은 신석기 시대, 청동기 시대 및 할슈타트 문화 유물이 지자체 주변에 산재되어 있다. 기원전 6세기 에트루리아 청동 동상에서 가장 잘 보존된 항목 중 하나이다. 로마 시대의 벽돌은 초기 중세 및 중세 무덤과 카롤링거 시대 교회의 유적과 함께 키르히휘벨리에서 발견되었다. 존할데-크로이츠회헤에서 7세기의 여러 무덤이 발견되었다.
미니스테리알레(봉건 군주를 섬기는 자유 기사)였던 리스 가문은 1185-87년 뇌샤텔 -아르베르크 백작 아래서 처음 언급되었다. 1367년에 리스는 아르베르크 주변의 나머지 땅과 함께 뇌샤텔-니다우 백작에게 양도되었다. 약 10년 후, 1377-79년경에 그것은 다시 베른시로 옮겨졌고, 아르베르그의 베른 영지의 일부가 되었다. 베른은 리스 마을을 소유한 반면, 많은 귀족과 수도원은 마을과 주변 지역의 재산, 농장 또는 권리를 소유했다.
종교개혁 이전까지 리스에는 두 개의 본당 교회가 있었다. 복음사가 요한 교회는 7세기 또는 8세기에 지어졌다. 1246년경에 새로운 교회로 교체되었으며, 15세기에 부분적으로 개조되었다. 14세기 후반에 중요한 학장의 중심지가 되었다. 종교 개혁 이후 1934-35년에 현재의 개혁 교회가 세워질 때까지 리스에서 유일한 교회였다. 다른 교회는 카롤링거 시대 교회의 기초 위에 세워진 키르히휘벨리의 성모 마리아 교회이다. 15세기에 들어 교회는 황폐해지기 시작했고, 종교개혁 당시 1533년에 버려지고 철거되었다.
수세기 동안 구불구불한 아레강과 리스바흐강이 리스에 반복적으로 범람했다. 수세기 동안 마을을 보호하기 위해 여러 개의 댐과 제방이 건설되었다. 17세기부터 강을 따라 석유 공장, 제재소, 풀링 공장, 염색 공장을 비롯한 여러 수력 공장이 건설되었다. 첫 번째 Jura 수위 수정 (1868~91)은 아레강을 빌 호수로 우회시켰다. 이것은 리스바흐 수정(1911-16)과 함께 오래된 강을 따라 광대한 농지를 열었다.
리스의 인구는 아르베르크의 인근 정치 및 행정 중심지보다 항상 많았다. 그러나 아르베르크의 중심적인 위치와 편리한 도로 때문에 리스는 조용하고 고립된 도시로 남아 있었다. 1864년 베른에서 빌/비엘까지 철도가 도착하고 쥐라 수위 수정으로 인해 인구가 크게 증가했다. 1876년에는 로잔에서 졸로투른까지 다른 철도 노선 이 리스를 통해 건설되었다. 이것은 도시를 철도 허브로 만들었다. 1983-86년에 건설된 베른-빌/비엔 고속도로는 리스를 통과하여 교통량을 증가시켰다.
1866년 리스 축산 신용협회(Käserei- und Kreditgesellschaft Lyss)는 농부들을 돕기 위한 은행으로 설립되었다. 1880년까지 그것은 리스의 확장에 자금을 지원하는 저축 및 대출 은행으로 성장했다. 새로운 철도 연결로 공장이 마을에 정착하기 시작했다. 1900년까지 시계, 시멘트 제품, 비스킷, 시계 수정, 부속품, 벽돌, 천 및 강철을 제조하는 공장이 있었다. 1940년에 중장비 공장이 들어섰다. 1956년에 도시가 확장되었고 기업과 주민들이 리스로 이사하면서 1979년에 다시 확장되었다. 2005년에는 인구 10,000명 정도의 마을에 6,035개의 일자리가 있었다.

## 지리
리스의 면적은 14.83k㎡이다. 이 면적 중 3.56k㎡ (30.2%)가 농업 목적으로 사용되는 반면 3.98k㎡ (33.8%)는 삼림으로 사용된다. 나머지 토지 중 4.19k㎡ (35.6%)가 정착(건물 또는 도로), 0.05k㎡ (0.4%)가 강이나 호수이다.
건축면적 중 공업용 건물이 전체 면적의 6.4%, 주택과 건물이 14.0%, 교통 기반 시설이 9.6%를 차지했다. 전력 및 수자원 기반 시설 및 기타 특별 개발 지역은 면적의 2.5%를 구성하고 공원, 녹지대 및 스포츠 경기장은 3.1%를 구성한다. 산림을 제외한 모든 산림면적은 울창한 산림으로 덮여 있다. 농경지 중 21.5%는 작물 재배에 사용되며, 7.2%는 목초지이며, 1.5%는 과수원이나 포도나무 작물에 사용된다. 시정촌의 모든 물은 흐르는 물이다.
시정촌은 주변 지역의 행정 및 경제 중심지이다. 리스는 아레강의 이전 오른쪽 은행에 있는 리스바흐 계곡 입구에 있다. 그것은 리스의 마을과 하르데른 및 아이게나크의 마을 구간으로 구성된다. 1876년까지 여기에는 현재 카펠렌의 일부인 베르트토프의 정착지가 포함되었다.
리스는 남서쪽으로 무르텐 호수까지 뻗어 있는 넓은 계곡의 동쪽 가장자리에 있다. 이 계곡의 서쪽에는 뇌샤텔 호수와 빌 호수가 있으며, 그 너머에는 쥐라산맥이 있다.
계곡은 평평하며, 1878년까지 홍수의 영향을 받았다. 그때 주요 수력 공학 프로젝트가 아레강과 질강의 코스를 변경하고, 3개의 호수 수위를 2.5m 낮췄다. 또한 아레강, 브루아강, 질강, 및 쉬스강의 물은 니다우-뷔렌 운하와 하크네크 운하로 우회되었다.

## 인구통계
2020년 12월 기준, 리스의 인구는 15,763명이다. 2010년 기준으로 인구의 16.0%가 거주 외국인이다. 2000년부터 지난 10년 동안 인구는 9.4%의 비율로 변화했다. 이민은 7.9%, 출생 및 사망은 1.7%를 차지했다.
2000년 기준, 인구 대부분인 9,072명(85.1%)이 독일어를 모국어로 사용하고, 이탈리아어가 두 번째로 많이 사용(356명(3.3%)하고 스페인어가 세 번째(271명(2.5%)로 사용된다. 프랑스어를 할 줄 아는 사람은 196명, 로만슈어를 할 줄 아는 사람은 6명이다.
2008년 기준으로 인구는 남성 49.0%, 여성 51.0%이다. 인구는 4,803명의 스위스 남성(인구의 40.6%)과 992명(8.4%)의 비스위스계 남성으로 구성되었다. 스위스 여성은 5,131명(43.4%), 비스위스계 여성은 89명(0.8%)이었다. 지자체의 인구 중 2,676명(25.1%)가 2000년에 리스에서 태어나 그곳에 살았다. 같은 주에서 태어난 4,146명(38.9%)가 있었고, 1,642 또는 15.4%가 스위스 다른 곳에서 태어났다. 1,865명(17.5%)이 스위스 이외의 지역에서 태어났다.
2000년 기준으로 아동·청소년(0~19세)이 24.3%, 성인(20~64세)이 63.7%, 노인(64세 이상)이 12%를 차지한다.
2000년 기준으로 시정촌에 미혼이거나, 독신인 사람은 4,434명이다. 기혼자는 5,101명, 미망인은 510명, 이혼한 사람은 614명이었다.
2000년 기준으로 시정촌의 민간가구는 5,367세대로 가구당 평균 2.3명이다. 1인 가구는 1,511가구, 5인 이상 가구는 220가구였다. 2000년에는 총 4,533채(전체의 93.3%)가 상설 임대되었고, 205채(4.2%)가 성수기, 123채(2.5%)가 비어 있었다. 2009년 기준 신규주택 건설률은 인구 1000명당 13.6세대이다.
2003년 현재 리스의 평균 아파트 임대료는 월 973.41 스위스 프랑 (CHF)이다. (2003년부터 US$780, £440, €620 약 환율) 방 1개짜리 아파트의 평균 가격은 559.24CHF(US$450, £250, €360)이고, 방 2개짜리 아파트는 약 723.26CHF(US$580, £330, €460), 방 3개짜리 아파트는 약 838.08 CHF(US$670, £380, €540) 및 6개 이상의 방 아파트 비용은 평균 1596.12 CHF(US$1280, £720, €1020)이다.
리스의 평균 아파트 가격은 전국 평균 1116CHF의 87.2%였다. 2010년 시정촌 공실률은 1.44%였다.
역사적 인구는 아래의 차트와 같다:

## 정치
2007년 연방 선거에서 가장 인기 있는 정당은 28.51%의 득표율을 기록한 SVP였다. 다음으로 가장 인기 있는 3개 정당은 SPS (23.05%), FDP (20.5%), EVP당 (9.24%)이었다. 이번 연방 총선에서 총 3,135표가 투표되었고, 투표율은 40.5%였다.
리스는 5명의 구성원으로 구성된 행정부인 게마인데라트가 관리하며, 그중 한 명이 시장(Gemeindepräsident)으로 선출된다. 의회는 47명의 의원으로 구성되며, 그로서 게마인데라트라고 한다. 지난 선거는 2009년에 치러졌고 다음 선거는 2013년으로 예정돼 있다.
시의회 의원 47명은 8개 정당에 소속되어 있으며, 가장 강력한 정당은 FDP가 11석, SVP가 10석, SPS가 9석이다.
시의회 집행위원회는 3개 정당의 5명으로 구성된다. FDP와 SPS는 각각 2석, SVP는 1석을 차지한다. 안드레아스 헤크 시장은 FDP의 구성원이다.

## 경제
2010년 기준으로 리스의 실업률은 2.5%였다. 2008년 기준으로 1차 경제 부문에 54명이 고용되어 있으며, 이 부문에 약 20개 기업이 참여하고 있다. 3,194명이 2차 부문에 고용되었고, 이 부문에 153개의 기업이 있었다. 3,761명이 3차 부문에 고용되었으며, 이 부문에는 505개의 기업이 있다.
2008년에 정규직에 상응하는 총 일자리 수는 5,762개였다. 1차 부문의 일자리 수는 28개였으며, 그중 22개는 농업에, 6개는 임업 또는 목재 생산에 종사했다. 2차 부문의 일자리 수는 2,905개였으며, 그중 2,228개(76.7%)가 제조업, 30개(1.0%)가 광업, 567개(19.5%)가 건설에 있었다. 3차 부문의 일자리는 2,829개였다. 3차 부문에서 948개(33.5%)은 도소매 또는 자동차 수리업, 145개(5.1%)는 상품 이동 및 보관업, 181개(6.4%)은 호텔 또는 레스토랑, 108개(3.8%)은 정보 산업에 종사했다. 159개(5.6%)가 보험 또는 금융 산업, 531개(18.8%)가 기술 전문가 또는 과학자, 177개(6.3%)가 교육, 207개(7.3%)가 의료 분야였다.
2000년 기준 자치단체로 통근하는 근로자는 4,242명, 출퇴근자는 3,312명이었다. 지자체는 근로자의 순수입 지자체로, 떠날 때마다 약 1.3명의 근로자가 지자체에 들어간다. 근로 인구의 21.1%가 출퇴근을 위해 대중교통을 이용했고, 48.7%가 자가용을 이용했다.

## 종교
2000년 인구 조사에 따르면 2,082명(19.5%)이 로마 가톨릭 신자이고, 6,580명(61.7%)이 스위스 개혁 교회에 속해 있다. 나머지 인구 중 정교회 교인은 116명(인구의 약 1.09%), 크리스찬 가톨릭 교회 교인은 12명(인구의 약 0.11%), 476명이었다. 다른 기독교 교회에 속한 개인(또는 인구의 약 4.47%). 1명의 유대인이 있었고 404명(인구의 약 3.79%)이 이슬람교였다. 불교는 35명, 힌두교는 147명, 그리고 다른 교회에 속한 7인이 있었다. 751명(인구의 약 7.05%)이 교회에 속하지 않고, 불가지론자 또는 무신론자이며, 281명(인구의 약 2.64%)이 질문에 대답하지 않았다.

## 교육
리스에서는 인구의 약 4,289명(40.2%)이 비필수 중등 교육을 이수했으며, 1,196명(11.2%)이 추가 고등교육(대학 또는 응용학문대학)을 마쳤다. 고등교육을 이수한 1,196명 중 72.1%가 스위스 남성, 18.9%가 스위스 여성, 5.4%가 비스위스계 남성, 3.6%가 비스위스계 여성이었다.
베른주의 학교 시스템은 2년의 의무 유치원과 6년의 초등학교를 제공한다. 이후 3년 동안의 의무적 중학교 과정을 거쳐 학생을 능력과 적성에 따라 구분한다. 중학교 이하 학생들은 추가 교육을 받거나 견습과정에 들어갈 수 있다.
2018-19학년도 동안 총 1,640명의 학생들이 리스의 수업에 참석했다. 구청에는 269명의 유치원생이 있었다. 유치원생 중 21.2%는 스위스의 영주권 또는 임시 거주자(시민권 아님)였으며, 28.6%는 교실 언어와 다른 모국어를 사용한다. 이 지자체에는 857명의 초등학생이 있으며, 그중 23.1%는 시민이 아니며, 28.8%는 다른 모국어를 사용한다. 같은 해 중학생은 419명으로 그중 21.0%가 시민이 아니며, 19.1%가 교실 언어와 다른 모국어를 사용한다. 나머지 95명은 특별 수업에 참석했다. 2000년 기준으로, 리스에는 다른 시정촌에서 온 166명의 학생이 있었고 251명의 주민들은 시외 학교에 다녔다.
리스에는 리스 시립 도서관이 있다. 도서관에는 (2008년 현재 ) 22,002권의 책 또는 기타 매체가 있다. 그해에는 주당 평균 20시간씩 총 224일을 열었다.

## 교통

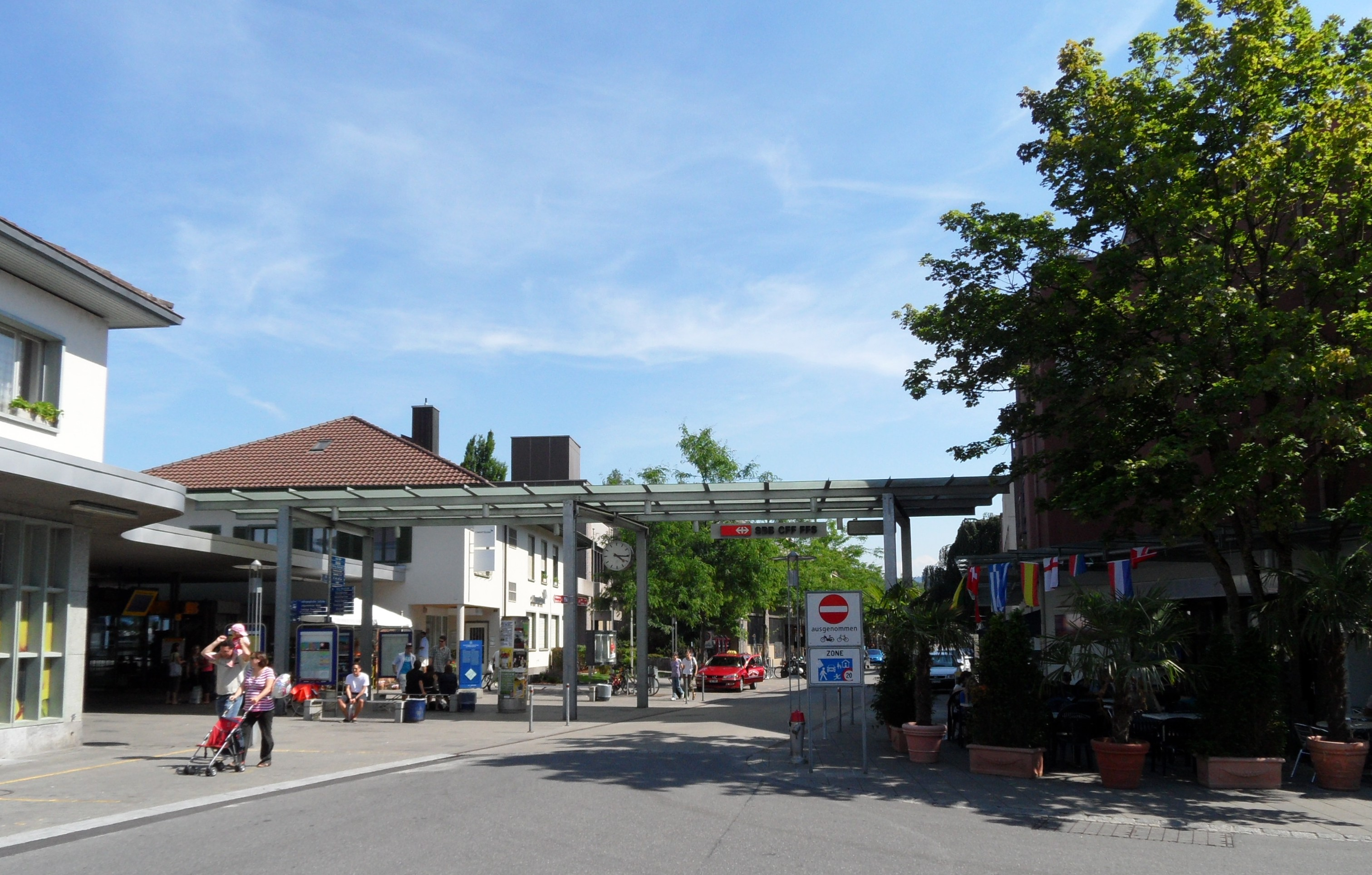
리스역. 1864년 리스의 최초 철로는 리스가 빠르게 성장하는데 기여했다

지자체에는 리스, 리스그린 및 부스빌의 세 가지 기차역이 있다. 그들 사이에는 베른, 벨프, 빌/비엔, 뷔렌 안 더 아레 및 케르체르스로 가는 정기 운행편이 있다.